# Pimelodella taenioptera
Pimelodella taenioptera és una espècie de peix de la família dels heptaptèrids i de l'ordre dels siluriformes.

## Distribució geogràfica
Es troba a Amèrica: riu Paraguai al Brasil.